# Marlow Barkley
Marlow Barkley (* 18. November 2008 in Altadena, Los Angeles, Kalifornien) ist eine US-amerikanische Kinderdarstellerin.

## Leben
Marlow Barkley begann bereits mit fünf Jahren in der Kindertheatergruppe Center Stage Inc. zu spielen. Sie drehte auch einige Werbefilme. Ihre erste professionelle Arbeit waren Synchronarbeiten für Willkommen bei den Louds. 2018 bekam sie eine Hauptrolle in der Sitcom Single Parents auf ABC. Eine Nebenrolle hatte sie im Musical Annie auf dem Hollywood Bowl.
2022 spielte sie die Hauptrolle Nemo in der Netflix-Produktion Schlummerland. Im gleichen Jahr spielte sie auch in der Weihnachtskomödie Spirited eine Nebenrolle.

## Filmografie
- 2018–2020: Single Parents (Fernsehserie, Hauptrolle)
- 2019: Willkommen bei den Louds (The Loud House) (Synchronisation, 1 Folge)
- 2021: Disney Amphibia
- 2022: Spirited
- 2022: Schlummerland (Slumberland)
- 2023: Tiny Beautiful Things (Miniserie)